# Erlung
Erlung († 28. Dezember oder 30. Dezember 1121 im Benediktinerkloster Schwarzach) war von 1105 bis zu seinem Tod Bischof von Würzburg.

## Erlung im Familienkontext
Nach der Biografie von Henner in der ADB konnte die Abstammung von Erlung bislang nicht zweifelsfrei geklärt werden, auch die Hinweise vorausgehender Literatur, er stamme aus der Familie der Grafen von Calw oder der Familie von Cundorf seien nicht hinreichend belegt. Er verweist allerdings auf den zeitgenössischen Chronisten Ekkehard von Aura, der Meinhard von Bamberg, Würzburger Bischof von 1085 bis 1088, als seinen Onkel bezeichnet.

## Erlung als Bischof
Erlung begann seine geistliche Karriere als Kanoniker des Domstiftes von Bamberg. Ihm werden in seiner Zeit als Bischof gute Beziehungen zum später heiliggesprochenen Bischof Otto von Bamberg nachgesagt. Er galt wie sein Onkel als Anhänger Kaiser Heinrichs IV. Als dessen Sohn Heinrich V. als Gegenkönig ihm seine Position streitig machte, übertrug sich dieser Konflikt auf das Hochstift Würzburg, wo mit Rupert ein Gegenbischof auftrat. Mit dem Aufstellen eines Gegenbischofs geschah es in dieser Zeit häufig, dass die weltliche Macht der Kirchenfürsten in Frage gestellt wurde. Erlung geriet während der Auseinandersetzungen in Gefangenschaft von Heinrich V., wurde aber verhältnismäßig zuvorkommend behandelt. Als 1106 mit dem Tode Heinrichs IV. dem Kampf um die Krone ein Ende beschieden war, entschied sich Heinrich V. für Erlung und beendete damit den Streit um den Bischofsstuhl von Würzburg.
Der Historiker Friedrich Wilhelm von Giesebrecht schrieb 1868 als erster Biograf die anonym erschienene Lebensgeschichte Heinrichs IV. Erlungs Feder zu und dies, obwohl der Bischof zuletzt in das Lager Heinrichs V. übergewechselt war. Auch ein Gedicht auf den Sachsenaufstand 1075/1076 wird ihm zugeschrieben.
Während seiner Amtszeit vermachte er eigene Güter in Cundorf und Gauenheim in einer Schenkung dem Domkapitel.
Nachdem er von Heinrich V. als diplomatischer Gesandter betraut worden war, entwickelte sich allmählich ein neuer Konflikt zwischen Heinrich V. und dem Papst, wo Erlung schließlich die Seiten wechselte und mit Gebhard von Henneberg sich erneut mit einem Gegenbischof auseinandersetzen musste.
Erlung erlag im Benediktinerkloster Schwarzach einem mehrjährigen „aussatzartigen“ Leiden. Er fand dort auch seine letzte Ruhestätte, da die Stadt Würzburg mit dem Interdikt belegt war.